# Die Stoakogler
Die Stoakogler waren eine österreichische volkstümliche Musikgruppe aus Gasen in der Steiermark.

## Geschichte
Die drei Willingshofer-Brüder Fritz, Hans und Reinhold gründeten die Gruppe am 2. Februar 1968 als Stoakogler Trio. Als Sänger Reinhold anfing, unter Stimmproblemen zu leiden, trat 1993 „Ehrenbruder“ Franz Böhm aus Köflach bei, und man benannte sich in Die Stoakogler um. Seit Mitte der 1980er Jahre war das anfängliche Trio und später das Quartett in zahlreichen Funk- und Fernsehveranstaltungen vertreten (Musikantenstadl, Wenn die Musi spielt etc.).
Am 3. September 2011 beendeten die Stoakogler mit ihrem traditionellen Wandertag und einem letzten Konzert in Fernitz ihre Karriere.

## Mitglieder
Fritz Willingshofer, * 29. Oktober 1949

Posaune, Bassgitarre, Bassgesang, Management
Hans Willingshofer, * 27. Dezember 1950

Steirische Harmonika, Orgel, Tenorgesang, Comedy
Reinhold Willingshofer, * 5. Januar 1953

Klarinette, Gitarre, Saxofon, Hauptgesang
Franz Böhm, * 26. März 1953

Gitarre, Bassgitarre, 2. Hauptgesang

## Erfolge
- 13 Gold- und eine Platin-Schallplatte der österreichischen Plattenindustrie
- Bisher über zwei Millionen verkaufte Tonträger

## Auszeichnungen
- 1971 – Sieg beim steirischen Volksmusikwettbewerb in Ramsau am Dachstein
- 1976 – Höchste Auszeichnung beim Volksmusikwettbewerb in Innsbruck
- 1978 – Auszeichnung mit dem goldenen Violinschlüssel
- 1984 – Auszeichnung Eurostar
- 1988 – Orpheus-Award
- 1989 – Verleihung der Kristall Schallplatte
- 1990 – 1. Goldene Schallplatte
- 1992 – Sieger der österreichischen Vorentscheidung beim Grand Prix der Volksmusik 1992 mit dem Titel Steirermen san very good in Lienz
- 1993 – Ehrenbürgerschaft der Gemeinde Gasen
- 1998 – Goldenes Ehrenzeichen des Landes Steiermark
- 1998 – Goldenen Ehrenring der Heimatgemeinde Gasen
- 2003 – Goldenes Verdienstzeichen der Republik Österreich für die vier Mitglieder[2]

## Diskografie
| Jahr | Titel                                               | Höchstplatzierung, Gesamtwochen, AuszeichnungChartsChartplatzierungen (Jahr, Titel, Platzierungen, Wochen, Auszeichnungen, Anmerkungen) | Anmerkungen         |
| Jahr | Titel                                               | AT | Anmerkungen         |
| ---- | --------------------------------------------------- | --- | ------------------- |
| 1989 | Wo Musik erklingt                                   | AT16 Gold · (4 Wo.)AT | als Stoakogler Trio |
| 1992 | Steirermen san very good                            | AT2 Platin · (18 Wo.)AT | als Stoakogler Trio |
| 1993 | 25 Jahre – A Musi, die allen g’fallt                | AT21 Gold · (13 Wo.)AT | als Stoakogler Trio |
| 1994 | Auf was i steh’                                     | AT22 Gold · (10 Wo.)AT |                     |
| 1995 | Menschen brauchen halt a Musi                       | AT29 (6 Wo.)AT |                     |
| 1996 | Super samma                                         | AT27 (10 Wo.)AT |                     |
| 1997 | Einfach aber ewig                                   | AT33 (4 Wo.)AT |                     |
| 1999 | Jeder Tag a Wahnsinn                                | AT44 (1 Wo.)AT |                     |
| 2001 | Wir kommen alle in den Himmel                       | AT71 (2 Wo.)AT |                     |
| 2004 | Die Superstoanishow                                 | AT42 (7 Wo.)AT |                     |
| 2006 | Die Musi ist für alle da!                           | AT25 (3 Wo.)AT |                     |
| 2007 | Warum denn nicht?                                   | AT39 Gold · (7 Wo.)AT |                     |
| 2008 | 40 goldene Jahre                                    | AT11 Gold · (12 Wo.)AT | Kompilation         |
| 2009 | Mir san koane Scheich (… wir leben im Stoani-Reich) | AT18 (9 Wo.)AT |                     |
| 2010 | A Musi zum Gernhab’n                                | AT6 Gold · (18 Wo.)AT | Kompilation         |
| 2011 | Das Beste zum Abschied                              | AT20 Gold · (26 Wo.)AT | Kompilation         |
| 2013 | Live – Das sensationelle Abschiedskonzert           | AT35 Gold · (5 Wo.)AT | Kompilation         |
| 2018 | Very Good – 50 Jahre Jubiläum – Das Beste           | AT30 (8 Wo.)AT | Kompilation         |
| 2021 | Steirerherz                                         | AT62 (2 Wo.)AT |                     |

Weitere Studioalben
- 1974 – Das Stoakogl Trio spielt auf
- 1975 – Gruss aus Gasen
- 1976 – Auf lustiger Reise
- 1977 – Steirisch aufg’spielt
- 1978 – Lustiger Abend
- 1980 – Musik für dich
- 1981 – Im Stoakogler Stüberl
- 1981 – A Gaudi drauss’n am Land
- 1983 – Ohne Liebe geht es nicht
- 1984 – Das almerische Leb’n
- 1985 – Probier’ mas mit an Busserl
- 1986 – Mei Freud is die Musi
- 1987 – Mama, heut brauch ma kan Pyjama (AT: Gold)
- 1987 – Weihnachten mit dem Stoakogler Trio
- 1990 – Lichter der Freundschaft (AT: Gold)
- 1991 – A bisserl mehr Herzlichkeit
- 1997 – Stoani-Weihnacht
- 2000 – Das Millennium-Album
- 2003 – Wir sind eine große Familie

Weitere Kompilationen
- 1978 – 10 Jahre Stoakogler
- 1979 – Stoakogler Gold
- 1983 – Almfrieden
- 1988 – 20 Jahre Stoakogler
- 1990 – Looking for Freibier (AT: Gold)
- 1992 – Live (AT: Gold)
- 1998 – Jubiläums Gold (AT: Gold)
- 2001 – Wir feiern! Die letzten 10 Jahre